# جون ماكغفرن
جون ماكغفرن (بالإنجليزية: John McGovern)‏ هو لاعب كرة قدم أمريكية أمريكي، ولد في 15 سبتمبر 1886 في أرلينغتون في الولايات المتحدة، وتوفي في 13 ديسمبر 1963 في لي سويور في الولايات المتحدة.